# Corpa (kommun)
Corpa är en kommun i Spanien.   Den ligger i den autonoma regionen Madrid, i den centrala delen av landet, 40 km öster om huvudstaden Madrid. Antalet invånare är 792 (2024).